# لبانة مشوح
لبانة مشوِّح (مواليد 1955 في دمشق) لغوية وسياسية سورية شغلت منصب وزيرة الثقافة في حكومتي حسين عرنوس الأولى والثانية من 30 آب 2020 إلى 23 أيلول 2024، وفي حكومتي رياض حجاب ووائل الحلقي الأولى من 23 حزيران 2012 إلى 2014.

## سيرتها
ولدت لبانة مشوح في مدينة دمشق عام 1955، وهي حاصلة على درجة الدكتوراه في اللغويات العامة من جامعة باريس 8. وهي متزوجة ولها ولد وبنت.
حصلت على الدكتوراه في اللسانيات من جامعة باريس الثامنة عام 1986. كما حصلت على ماجستير في نفس الاختصاص عام 1983 من نفس الجامعة، ودبلوم الدراسات العليا الأدبية في اللغة الفرنسية من جامعة دمشق عام 1978، وبكالوريوس في اللغة الفرنسية من الجامعة ذاتها عام 1977.

## وظائفها ومناصبها
- عضو مجلس أمناء هيئة التميز والإبداع منذ 10 مارس 2019.
- شغلت منصب وزيرة الثقافة بين عامي 2012-2014.[7]
- شغلت منصب عميد المعهد العالي للغات بين عامي 2011-2012.
- رئاسة قسم الترجمة الفورية في المعهد العالي للغات والترجمة الفورية في الفترة بين 2006 و2012..
- مستشارة للاستراتيجيات الثقافية والتنموية في الأمانة السورية للتنمية.
- شغلت منصب رئيس قسم اللغة الفرنسية وآدابها في جامعة دمشق في الفترة بين 2005 و2009.
- درست في المعهد العالي للترجمة في الجزائر.
- رئيسة قسم اللغة الاسبانية وآدابها في جامعة دمشق بين 2007 -2001.
- شغلت منصب عميدة في جامعة دمشق.
- عضو في مجمع اللغة العربية بدمشق منذ 2008.[8]
- عضو هيئة تحرير مجلة جامعة دمشق.
- عضو اتحاد المترجمين العرب في لبنان.[6]

## مؤلفاتها
- معجم العبارات الاصطلاحية في اللغة العربية المعاصرة، بالمشاركة، صدر عن مجمع اللغة العربية بدمشق سنة 2021م.[9]
- معجم مصطلحات الإعلام، بالمشاركة، صدر عن مجمع اللغة العربية بدمشق سنة 2022م.[10]

## جوائزها
- حاصلة على وسام السعفة الأكاديمية برتبة فارس من الحكومة الفرنسية عام 2006.[5]
- حازت على جائزة الدولة التقديرية في مجال النقد والدراسات والترجمة من قبل وزارة الثقافة السورية عام 2019.[6]

## وصلات خارجية
- لبانة مشوح على موقع أرشيف الشارخ.

- موقع جامعة المنارة الرسمي.